# 佐藤治 (実業家)
佐藤 治（さとう おさむ）は、愛知県出身の千代田火災元副社長実業家。

## 人物
満州から引き揚げて来た後、愛知県立津島高等学校に中途入学。1年半の学業の遅れを取り戻すために苦労をした。バスケット部ではレギュラーになれず、補欠であった。1952年（昭和27年）卒業後、名古屋大学に進学し卒業。
トヨタ自販に入社。この時、神谷正太郎に仕えた。工販合併後に千代田火災副社長。ヤマト運輸では小倉昌男の下で監査役を務めた。また、山縣有朋記念財団監事として日本近代史、森林問題の研究に勤しんだ。